# Jesper Svenbro
Jesper Svenbro é um poeta, historiador de literatura e filólogo sueco, que nasceu em 1944, em Landskrona na província histórica da Escânia.
É especialista da poesia na Antiguidade Clássica, tendo escrito um livro – Myrstigar – sobre a escrita e a leitura na Grécia Clássica.

## Academia Sueca
Jesper Svenbro ocupa a cadeira 8 da Academia Sueca, para a qual foi eleito em 2006.